# Zeuckritz
Zeuckritz ist ein Ortsteil der Gemeinde Cavertitz im Landkreis Nordsachsen in Sachsen.

## Geografie und Verkehrsanbindung
Der Ort liegt westlich des Kernortes Cavertitz an den Kreisstraßen K 8921 und K 8922.

## Kulturdenkmale
In der Liste der Kulturdenkmale in Cavertitz sind für Zeuckritz zwei Kulturdenkmale aufgeführt:
- ein um 1820 errichtetes Wohnstallhaus (Klein-Thiem 1)
- die 1864 errichtete und teilweise erneuerte Bockwindmühle mit technischer Ausstattung (Reudnitzer Straße)